# Ochotona thomasi
Ochotona thomasi es una especie de mamífero de la familia Ochotonidae.

## Distribución geográfica
Se encuentra en China.

## Estado de conservación
Se encuentra amenazada de extinción por la pérdida de su hábitat natural.